# Salmo 122

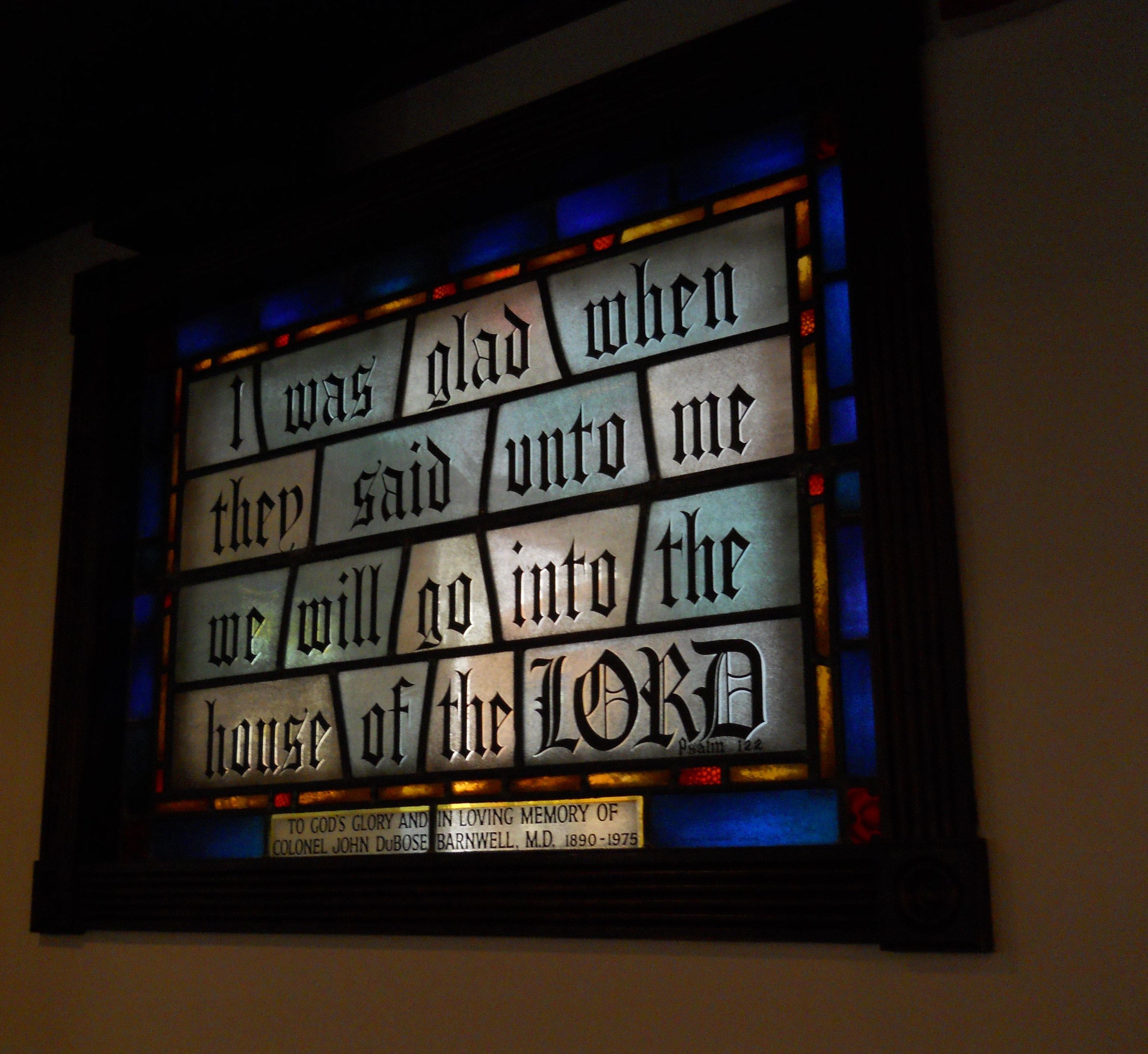
Il primo versetto del salmo, in inglese sulla vetrata di una chiesa episcopaliana statunitense.

Il salmo 122 (121 secondo la numerazione greca) costituisce il centoventiduesimo capitolo del Libro dei salmi.
È tradizionalmente attribuito al re Davide. Fa parte dei cantici delle ascensioni. È utilizzato dalla Chiesa cattolica nella liturgia delle ore.